# نينا إي. أليندر
نينا إيفانز أليندر (بالإنجليزية: Nina E. Allender)‏ (وُلدت في 25 ديسمبر في عام 1873- تُوفيت في 2 أبريل في عام 1957)، كانت فنانةً ورسامةً كاريكاتوريةً أمريكية الجنسية، بالإضافة إلى كونها ناشطةً في مجال حقوق المرأة. درست أليندر الفن في الولايات المتحدة وأوروبا على يد ويليام ميريت تشيس وروبرت هنري. عملت أليندر بصفتها منظّمة ومتحدثة وناشطة في مجال حق النساء في التصويت، جنبًا إلى جنب مع عملها بصفتها «رسامة الكاريكاتير الرسمية» لمنشورات الحزب الوطني للمرأة، إذ ابتكرت ما عُرف باسم «فتاة أليندر».

## مسيرتها الفنية ونضالها في مجال حق النساء في التصويت

### تعليمها وأسلوبها
التحقت أليندر بصفوف في متحف كوركوران للفنون، ثم تتلمذت على يد روبرت هنري وويليام ميريت تشيس في أكاديمية بنسلفانيا للفنون الجميلة منذ ربيع عام 1903 وحتى عام 1907. أمضت أليندر صيف عام 1903 في جولة رسم صيفية بتوجيه من تشيس. انضمت أليندر إلى جولة الرسم الصيفية التي نظمها روبرت هنري في إيطاليا في عام 1905. تطلعت أليندر إلى كل من ويليام ميريت تشيس وروبرت هنري باعتبارهما قدوةً لها. تقربت أليندر من الرسامين الحداثيين تشارلز شيلر ومورتون شامبرغ خلال إحدى الرحلات الدراسية إلى أوروبا. تدربت أليندر على يد فرانك برانجوين في لندن. وُصفت أعمال أليندر بأنها «بعض من الصور الثلجية الصغيرة والممتازة» في معرض لجمعية واشنطن للفنانين في عام 1909.

### نضالها في مجال حق النساء في التصويت
غدت نينا أليندر مشاركة فعالة في الجمعية الوطنية الأمريكية للمطالبة بحق المرأة في التصويت (إن. إيه. دبليو.إس. إيه.) وهي في سن الثامنة والثلاثين. أجرت ولاية أوهايو استفتاءً بشأن حق النساء في التصويت في عام 1912، ما دفع أليندر إلى السفر إلى هناك بغية الاستمتاع بتصيّد أصوات الناخبين والتظاهر مع النساء المناديات بحق المرأة في التصويت. تطوعت أليندر لمساعدة لجنة الكونغرس التابعة للجمعية الوطنية الأمريكية للمطالبة بحق المرأة في التصويت في تخطيطها لموكب حق النساء في التصويت في واشنطن بتاريخ 3 مارس من عام 1912. عُينت أليندر رئيسةً لهذه اللجنة لتصبح مسؤولةً عن «اجتماعات الأماكن العامة» و«الملصقات والبطاقات البريدية والألوان». أصبحت أليندر رئيسة الجمعية المطالبة بحق النساء في التصويت في مقاطعة كولومبيا في غضون ذلك العام، بالإضافة إلى بروزها بصفتها متحدثة رئيسية في العديد من التجمعات المحلية. غدت أليندر رئيسة نادي ستانتون المطالب بحق النساء في التصويت في ربيع عام 1913، إذ نظر هذا النادي إلى قضية حق النساء في التصويت باعتبارها «متعلقة بسيدات الأعمال». شاركت أليندر منبر المتحدثين مع نائبة الكونغرس المستقبلية جانيت رانكن، التي تُعتبر واحدةً من بين 14 امرأة تمثل ولايات متعددة ضمن وفد لمقابلة الرئيس وودرو ويسلون بخصوص حق النساء في التصويت.
انضمت كل من إيفا ونينا إلى اتحاد الكونغرس التابع للجمعية الوطنية الأمريكية للمطالبة بحق المرأة في التصويت في عام 1913، ثم انضمتا إلى الحزب الوطني للمرأة بعد أن طلبت أليس بول من أليندر الانضمام في أثناء إقامتها في العاصمة واشنطن بسبب مهمة لترأس لجنة الكونغرس التابعة للجمعية الوطنية الأمريكية للمطالبة بحق المرأة في التصويت. صرحت إينز هاينز إروين أن كل من إيفا ونينا قد وافقتا حالًا على تقديم تبرعات مالية شهرية، بالإضافة إلى تخصيص وقتهما طواعيةً للمنظمة.
أصبحت أليندر المندوبة الرسمية للحزب الوطني للمرأة –المُنشئ حديثًا- في مؤتمر شيكاغو لعام 1916. أرسل الحزب الوطني للمرأة أليندر بغية الضغط بخصوص التعديل الفيدرالي في وايومنغ خلال خريف ذلك العام. انضمت أليندر إلى طوابير الاعتصام أمام البيت الأبيض التي نظمها الحزب الوطني للمرأة بهدف الضغط على الرئيس ويلسون، بالإضافة إلى عملها بصفتها مندوبةً لاعتصام كبير بشأن حق المرأة في التصويت. أرسل الحزب بطاقات من تصميم أليندر بمناسبة عيد الحب في 14 فبراير من عام 1917 إلى الرئيس ويلسون وأعضاء الهيئة التشريعية، إذ كانت هذه البطاقات بمثابة مناشدة لطيفة للحملة من أجل الحصول على حق المرأة في التصويت.